# Paul Bontemps

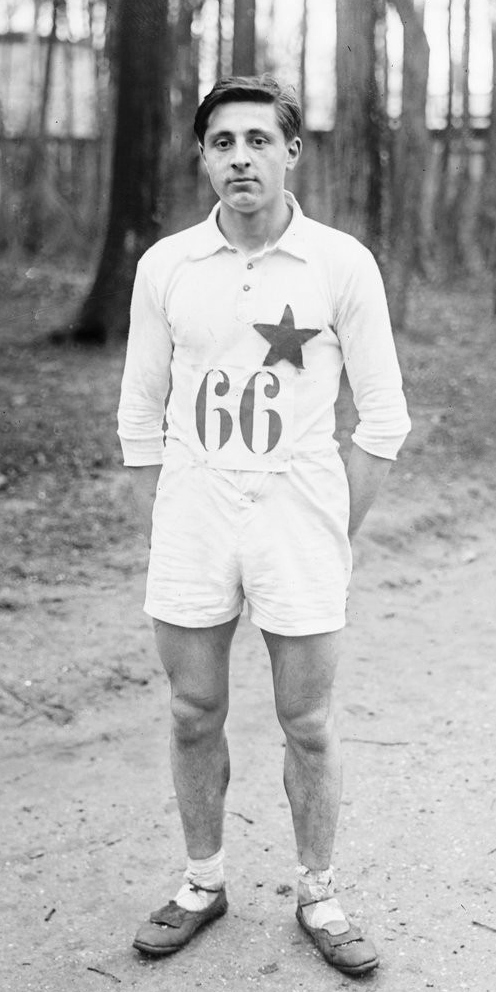
Paul Bontemps, 1922

Paul Bontemps (Paul Pierre Bontemps; * 16. November 1902 in Paris; † 25. April 1981 in Sèvres) war ein französischer Leichtathlet.
Bontemps wurde 1923 Französischer Meister im Hindernislauf. Bei den Olympischen Spielen 1924 in seiner Heimatstadt Paris gewann er in dieser Disziplin die Bronzemedaille hinter den Finnen Ville Ritola und Elias Katz. Im 3000-Meter-Mannschaftslauf belegte er mit der französischen Équipe den vierten Rang.